# Klekotki (Skowrony)
Klekotki – część wsi Skowrony w Polsce, położona w województwie warmińsko-mazurskim, w powiecie elbląskim, w gminie Godkowo, w historycznym regionie Prus Górnych.
Zespół młyński z końca XVII w, obecnie hotel. 
W latach 1975–1998 Klekotki administracyjnie należaya do województwa elbląskiego. 